# مدينة زنجبار

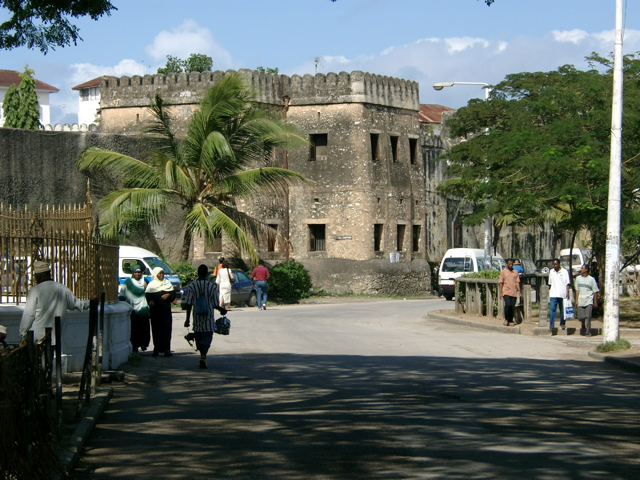
القلعة القديمة بمدينة زنجبار

مدينة زنجبار هي العاصمة وأكبر مدن جزيرة زنجبار التنزانية، وهي أيضا عاصمة (زنجبار الحضرية / المنطقة الغربية). وتعداد السكان بها حسب إحصاء عام 2002 كان 205,870.
تقع تلك المدينة على الساحل الغربي من زنجبار، والمكان الجميل بها هو (المدينة القديمة)، وهو مركز تاريخي ويعتبر منذ عام 2000 من مواقع التراث العالمي. فهناك العديد من المنازل مصنوعة من حجر المرجان. وقد تم تجديدها خلال العقود الماضية.

## المناخ
يظهر الجدول التالي التغييرات المناخية على مدار السنة لمدينة زنجبار:
| البيانات المناخية لـمدينة زنجبار  | البيانات المناخية لـمدينة زنجبار | البيانات المناخية لـمدينة زنجبار | البيانات المناخية لـمدينة زنجبار | البيانات المناخية لـمدينة زنجبار | البيانات المناخية لـمدينة زنجبار | البيانات المناخية لـمدينة زنجبار | البيانات المناخية لـمدينة زنجبار | البيانات المناخية لـمدينة زنجبار | البيانات المناخية لـمدينة زنجبار | البيانات المناخية لـمدينة زنجبار | البيانات المناخية لـمدينة زنجبار | البيانات المناخية لـمدينة زنجبار | البيانات المناخية لـمدينة زنجبار |
| الشهر                             | يناير                            | فبراير                           | مارس                             | أبريل                            | مايو                             | يونيو                            | يوليو                            | أغسطس                            | سبتمبر                           | أكتوبر                           | نوفمبر                           | ديسمبر                           | المعدل السنوي                    |
| --------------------------------- | -------------------------------- | -------------------------------- | -------------------------------- | -------------------------------- | -------------------------------- | -------------------------------- | -------------------------------- | -------------------------------- | -------------------------------- | -------------------------------- | -------------------------------- | -------------------------------- | -------------------------------- |
| متوسط درجة الحرارة الكبرى °م (°ف) | 33.4 (92.1)                      | 34.1 (93.4)                      | 34.2 (93.6)                      | 31.7 (89.1)                      | 30.6 (87.1)                      | 30.0 (86.0)                      | 29.3 (84.7)                      | 29.8 (85.6)                      | 31.0 (87.8)                      | 31.7 (89.1)                      | 32.4 (90.3)                      | 33.0 (91.4)                      | 31.8 (89.2)                      |
| المتوسط اليومي °م (°ف)            | 28.5 (83.3)                      | 28.8 (83.8)                      | 28.8 (83.8)                      | 27.5 (81.5)                      | 26.6 (79.9)                      | 25.9 (78.6)                      | 25.2 (77.4)                      | 25.1 (77.2)                      | 25.6 (78.1)                      | 26.1 (79.0)                      | 27.1 (80.8)                      | 28 (82)                          | 26.9 (80.4)                      |
| متوسط درجة الحرارة الصغرى °م (°ف) | 23.6 (74.5)                      | 23.6 (74.5)                      | 23.5 (74.3)                      | 23.4 (74.1)                      | 22.7 (72.9)                      | 21.8 (71.2)                      | 21.2 (70.2)                      | 20.5 (68.9)                      | 20.2 (68.4)                      | 20.6 (69.1)                      | 21.9 (71.4)                      | 23.1 (73.6)                      | 22.2 (72.0)                      |
| الهطول مم (إنش)                   | 69 (2.7)                         | 65 (2.6)                         | 152 (6.0)                        | 357 (14.1)                       | 262 (10.3)                       | 59 (2.3)                         | 45 (1.8)                         | 44 (1.7)                         | 51 (2.0)                         | 88 (3.5)                         | 177 (7.0)                        | 143 (5.6)                        | 1٬512 (59.5)                     |
| المصدر: Climate-Data.ORG          |                                  |                                  |                                  |                                  |                                  |                                  |                                  |                                  |                                  |                                  |                                  |                                  |                                  |

## توأمة
لمدينة زنجبار اتفاقيات توأمة مع:
- هايكو (30 أكتوبر 1997 - )[7]

## أعلام
- عبيد كرومي
- ماجد بن سعيد
- إميلي رويتي
- تيبوتيب
- فريدي ميركوري